# Al-Mansur ibn Buluggin
Al-Mansur ibn Buluggin (arab.  المنصور إبن بلوجن ) (?  – zm. 995) – drugi władca z dynastii Zirydów w Ifrikiji w latach 984-995.
Al-Mansur objął tron w Ifrikiji po ojcu Bulugginie ibn Zirim (972-984). Pomimo kolejnych kampanii
Zirydów przeciw berberyjskim plemionom w Maroku, był zmuszony porzucić próby trwałego podboju Fezu
i Sidżilmasy. Mimo to udało mu się umocnić władzę Zirydów w środkowym Maghrebie, gdy pokonał berberskich 
Kutamów w 988, a jego brat Hammad ibn Buluggin, jako namiestnik Algierii, wyparł berberyjskich 
Zenatów do Maroka. Pod rządami Al-Mansura ulegała coraz większemu rozluźnieniu zależność wasalna od Fatymidów, nie 
tylko ze względu na koncentrację ich uwagi na obaleniu Abbasydów w Iraku.
Jego następcą został jego syn Badis ibn Mansur (995-1016).